# Szadów (Litwa)
Szadów (lit. Šeduva) – miasto na Litwie, położone w okręgu szawelskim, 18 km od Radziwiliszek.
Był stolicą jednego z traktów Księstwa Żmudzkiego. W 1654 otrzymał magdeburskie prawa miejskie i herb od króla Jana II Kazimierza Wazy.
Podczas okupacji hitlerowskiej w połowie lipca 1941 roku Litwini utworzyli getto dla żydowskich mieszkańców. Przebywało w nim około 800 osób. 25 sierpnia 1941 roku zlikwidowano getto, a Żydów zamordowano w lesie Liaudiskiai. Sprawcami zbrodni byli litewscy policjanci. 

## Zabytki
- Kościół Znalezienia Krzyża Świętego(inne języki), renesansowo-barokowy zbudowany w I połowie XVII w., przebudowywany w XIX w.
- Dwór(inne języki) z XVIII w.

## Galeria

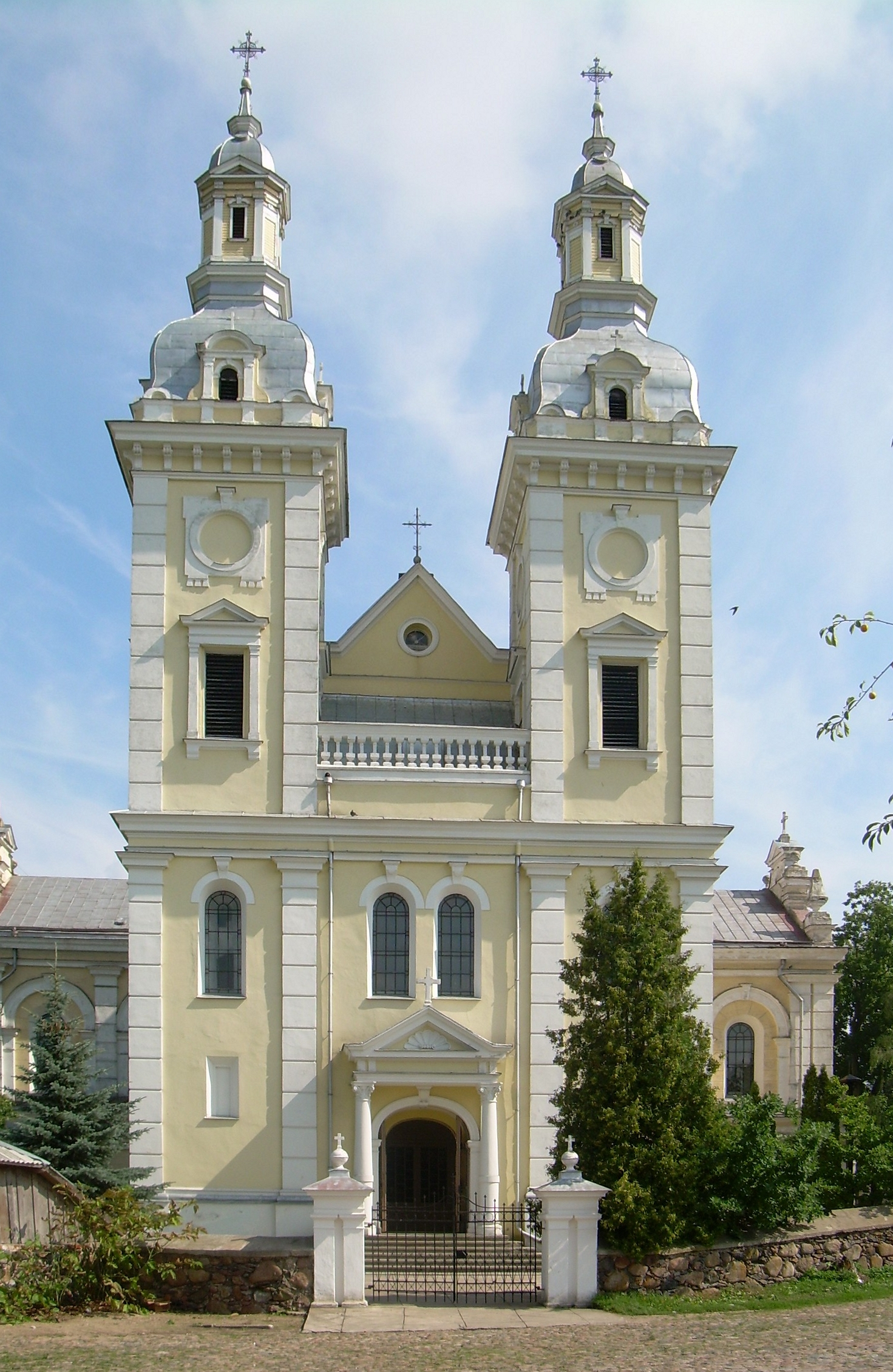
Kościół Znalezienia Krzyża Świętego
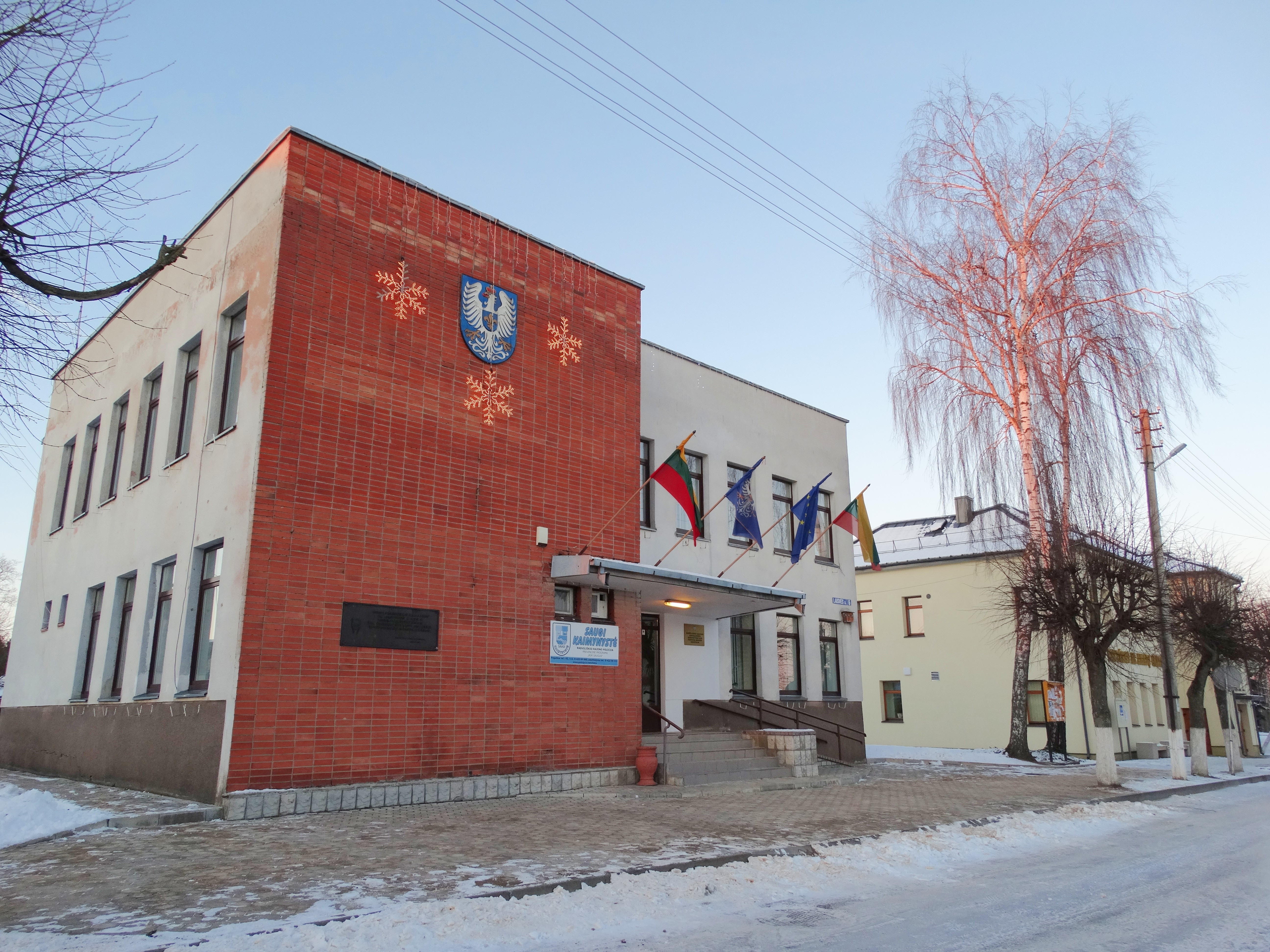
Starostwo
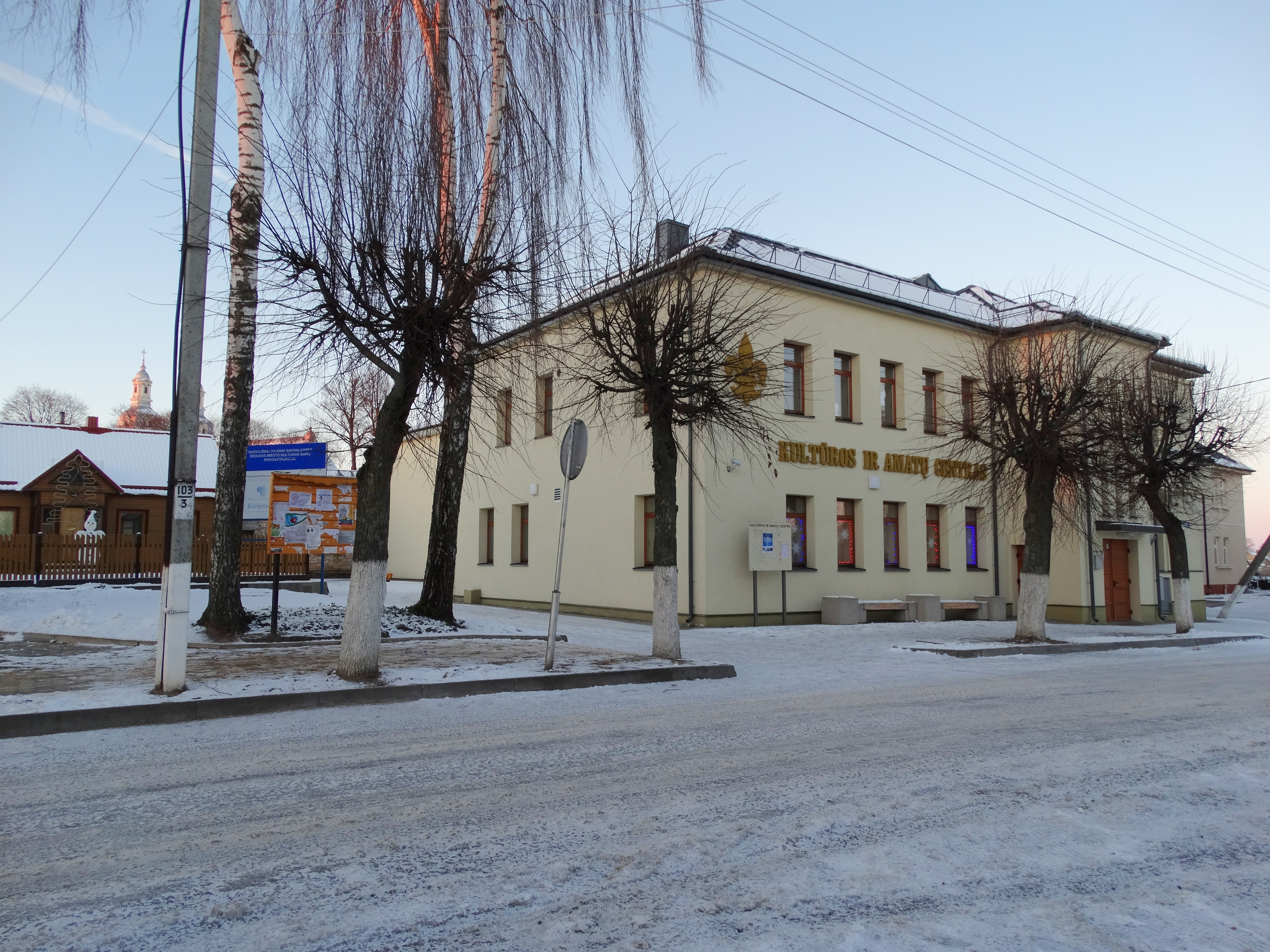
Centrum kultury i sztuki